# Baad (práctica)
Baad es un método de arreglo y compensación mediante el cual una mujer de la familia de un delincuente es entregada a la familia de la víctima como sirvienta o novia. Todavía se practica en ciertas áreas de Afganistán y Pakistán, principalmente entre los Kuchis. Es una práctica preislámica, está prohibido tanto en la legislación afgana como en la sharía, Ha sido denunciado por la ONU como “práctica tradicional dañina”. Todo lo cual no obsta para que se lleve comúnmente a la práctica en algunas partes de Afganistán.

## Descripción
Después de que una persona comete un delito grave, un consejo de ancianos llamado jirga decide el castigo. El castigo por un delito menor es una multa en forma de dinero o ganado. La pena estándar por un delito como el asesinato es que la familia del delincuente entregue una mujer a la familia de la víctima. En teoría, la mujer es entregada en matrimonio forzado a un hombre de la familia de la víctima. En la práctica, la mujer entregada en baad se convierte en miembro igualitario de la nueva familia y como trabajadora doméstica. Baad a veces conduce a la violencia doméstica.
La práctica del baad no tiene base islámica. Más bien se considera antiislámica e ilegal. Según el Hadiz, "una mujer no virgen no puede casarse sin su orden, y una virgen no puede casarse sin su permiso; y es permiso suficiente para que permanezca en silencio (debido a su timidez natural)". [Al-Bujari:6455, Muslim y otros].

## Ley afgana
Baad es un delito penal según el artículo 517 del Código Penal afgano de 1976, pero el artículo se aplica solo si una viuda y una mujer mayores de 18 años se dan bajo Baad. De acuerdo con la ley afgana, la sentencia para los perpetradores de baad (es decir, obligar a una mujer a casarse y ser esclava a través de baad) no puede exceder los dos años de prisión. No se sabe que ningún anciano o familia de la jirga haya sido arrestado o juzgado por tomar o dar a una niña en malas condiciones. La práctica del baad se registra principalmente en las provincias afganas de Kunar, Helmand y Balj.